# Hu Jia (tuffatore)
Hu Jia (胡佳S; pinyin: Hú Jia; Wuhan, 10 gennaio 1983) è un tuffatore cinese.
Nel 2013 è diventato uno dei Membri dell'International Swimming Hall of Fame.

## Palmarès
- Giochi olimpici

Sydney 2000: argento nella piattaforma 10 m e nel sincro 10 m.
Atene 2004: oro nella piattaforma 10 m.
- Mondiali

Fukuoka 2001: oro nel sincro 10 m.
Barcellona 2003: bronzo nel sincro 10 m.
Montreal 2005: oro nella piattaforma 10 m e argento nel sincro 10 m.
- Giochi asiatici

Busan 2002: oro nel sincro 10 m.